# مناجات‌نامه
مناجات نامه اثری است به نثر از خواجه عبدالله انصاری ملقب به پیر هرات. در میان نثر این کتاب، گاهی ابیاتی هم سروده شده‌است. مضمون این اثر تغزلات مسجع عارفانه و نیایش است.
گزیدهٔ زیباترین سخنان این اثر با خطاطی عباس اخوین منتشر شده‌است.